# Municipio de Vernon (Nueva Jersey)
El municipio de Vernon (en inglés: Vernon Township) es un municipio ubicado en el condado de Sussex en el estado estadounidense de Nueva Jersey. En el año 2006 tenía una población de 25,453 habitantes y una densidad poblacional de 139 personas por km².

## Geografía
El municipio de Vernon se encuentra ubicado en las coordenadas 41°11′41″N 74°29′36″O / 41.19472, -74.49333.

## Demografía
Según la Oficina del Censo en 2000 los ingresos medios por hogar en el municipio eran de $67,566 y los ingresos medios por familia eran $72,609. Los hombres tenían unos ingresos medios de $50,084 frente a los $33,292 para las mujeres. La renta per cápita para la localidad era de $25,250. Alrededor del 2.9% de la población estaba por debajo del umbral de pobreza.